# Mickle Trafford and District
Mickle Trafford and District är en civil parish i Cheshire West and Chester i Cheshire i England. Det inkluderar Bridge Trafford, Hoole Bank, Hoole Village, Picton, Picton Gorse, Plemstall, Trafford Bridge och Wimbolds Trafford. Skapad 1 april 2015.